# 2-乙基己酸
2-乙基己酸，结构式CH3(CH2)3CH(C2H5)COOH。

## 性质
无色微有臭味的液体。有手性。微溶于冷水、乙醇，溶于热水和乙醚。低毒，对呼吸道和粘膜有刺激作用。

## 制备
由2-乙基己醇在氢氧化钠水溶液中被高锰酸钾氧化为2-乙基己酸钠盐，再用硫酸中和而得。
{\displaystyle \ CH_{3}(CH_{2})_{3}CH(C_{2}H_{5})CH_{2}OH+NaOH+KMnO_{4}\rightarrow }{\displaystyle \ CH_{3}(CH_{2})_{3}CH(C_{2}H_{5})COONa\rightarrow }{\displaystyle \ CH_{3}(CH_{2})_{3}CH(C_{2}H_{5})COOH}

## 用途
用于生产2-乙基己酸盐和酯类。2-乙基己酸盐类可作清漆、涂料干燥剂，聚合反应催化剂；酯类可作增塑剂和药物羧苄青霉素的制取原料。